# Arborophila
Arborophila é um gênero de aves que fazem parte da família Phasianidae. O gênero tem o segundo maior número de espécies que fazem parte da ordem Galliformes depois do gênero Pternistis, embora as espécies do gênero Arborophila variem muito pouco em termos de proporções corporais, com diferentes espécies variando apenas na coloração/e ou padrão e tamanho em geral. Estas são perdizes de tamanho bastante pequeno, muitas vezes com marcas brilhantes, encontradas em florestas do leste e sul asiático. Algumas espécies deste gênero têm áreas pequenas de distribuição e estão ameaçadas de extinção pela perda de habitat e pela caça.

## Taxonomia
O gênero Arborophila foi introduzido em 1837 pelo naturalista inglês Brian Houghton Hodgson para ter somente uma única espécie, que foi nomeado de perdiz-das-montanhas, que é, portanto, a espécie-tipo deste gênero. O nome do gênero combina a palavra que vem do latim arbor, arboris que significa "árvore" com a palavra do grego antigo philos que significa "-amoroso".

## Espécies
Embora a maioria das espécies deste gênero sejam altamente distintas e sua taxonomia sejam bem estabelecidas, existem três complexos onde os limites das espécies ainda não foram totalmente estabelecidos e, são disputados em vários graus: complexo Arborophila orientalis–sumatrana–campbelli–rolli, complexo A. cambodiana e complexo A. chloropus–merlini–charltonii . A. A espécie Arborophila
torqueola é sempre chamada de perdiz-das-montanhas ou perdiz-das-montanhas comum, mas em todas as outras espécies, o termo "perdiz" é frequentemente desconsiderado (por exemplo, A. rufipectus é conhecido como perdiz-das-montanhas-de-Sichuan ou perdiz-de-Sichuan). O gênero Arborophila contém 19 espécies.
| Imagem | Nome comum                             | Nome científico           | Distribuição                                                               |
| ------ | -------------------------------------- | ------------------------- | -------------------------------------------------------------------------- |
|        | perdiz-das-montanhas                   | Arborophila torqueola     | India, Nepal, Butão, Tibete, Myanmar, Tailândia e Vietnã.                  |
|        | perdiz-das-montanhas-de-Sichuan        | Arborophila rufipectus    | China                                                                      |
|        | Chestnut-breasted partridge            | Arborophila mandellii     | Bhutan, Darjeeling, Sikkim, Arunachal Pradesh e Tibete                     |
|        | White-necklaced or collared partridge  | Arborophila gingica       | China (Zhejiang, Jiangxi, Fujian, Guangdong e Guangxi.)                    |
|        | Rufous-throated partridge              | Arborophila rufogularis   | Bangladesh, Butão, China, India, Laos, Myanmar, Nepal, Tailândia, e Vietnã |
|        | Red-billed partridge                   | Arborophila rubrirostris  | Sumatra e Indonesia.                                                       |
|        | Siamese partridge                      | Arborophila diversa       | Tailândia oriental.                                                        |
|        | Chestnut-headed partridge              | Arborophila cambodiana    | Camboja.                                                                   |
|        | Hainan partridge                       | Arborophila ardens        | ilha Hainan, China.                                                        |
|        | Taiwan partridge                       | Arborophila crudigularis  | Taiwan                                                                     |
|        | White-cheeked partridge                | Arborophila atrogularis   | India, Myanmar, e Bangladesh                                               |
|        | Bar-backed partridge                   | Arborophila brunneopectus | Camboja, China, Laos, Myanmar, Tailândia, e Vietnã                         |
|        | Orange-necked partridge                | Arborophila davidi        | Camboja                                                                    |
|        | Red-breasted or Bornean partridge      | Arborophila hyperythra    | Borneo                                                                     |
|        | Malayan partridge                      | Arborophila campbelli     | Malásia Peninsular.                                                        |
|        | Roll's partridge                       | Arborophila rolli         | Sumatra e Indonesia.                                                       |
|        | Sumatran partridge                     | Arborophila sumatrana     | Sumatra e Indonesia.                                                       |
|        | Chestnut-bellied partridge             | Arborophila javanica      | Java.                                                                      |
|        | Grey-breasted or white-faced partridge | Arborophila orientalis    | Java oriental, Indonesia.                                                  |